# Château de Powis
Le château de Powis (en anglais : Powis Castle, en gallois Castell Powis), est un château médiéval situé près de Welshpool, dans le comté de Powys au pays de Galles. Siège de la famille Herbert, comtes de Powis, le château est réputé pour ses jardins à la française et ses intérieurs. Le château et ses jardins sont la propriété du National Trust. Le château de Powis est classé monument historique et ses jardins sont également inscrits au Registre des parcs et jardins d'intérêt historique particulier du Pays de Galles.

## Nom
L'étymologie est incertaine, mais peut provenir du celtique powy (haut, hauteur)

## Localisation
Le Château de Powis se situe sur une hauteur, à 1 kilomètre au sud-ouest de la ville de Welshpool, dans le comté de Powys au centre du pays de Galles, à l'ouest de la Grande-Bretagne, au Royaume-Uni. Il se situe également à 5 km de l'Angleterre.

## Histoire

### Les premières forteresses
Contrairement aux châteaux de Conwy, Caernarfon, Harlech et de Montgomery, construits par les Anglais pour soumettre les Gallois, les châteaux de Welshpool furent construits par les princes gallois de Powys Wenwynwyn comme siège dynastique. Outre le site actuel, deux châteaux à motte castrale et un ensemble de terrassements se trouvent à proximité. Les noms de Trallwg/Tallwm et Pola sont utilisés indifféremment dans les sources primaires anciennes, et il est difficile de savoir à quel site il s'agit.
La première mention d'un château remonte à 1111, lorsqu'il apparaît que Cadwgan ap Bleddyn déclare son intention d'ériger une place forte à Trallwng Llywelyn. Domen Castell, une motte castrale, est considéré comme le site le plus probable du château de Cadwgan. Le premier récit documenté d'un château  à Welshpool est une description du siège en 1196 par une armée anglaise, bien que le château ait été repris par les Gallois dans l'année.

### Le premier château
Le château le plus ancien sur le site actuel semble avoir été un bâtiment en bois construit par Owain Cyfeiliog ou son fils, Gwenwynwyn. La structure maçonnée contient encore des matériaux du XIIIe siècle, très probablement l'œuvre de Gruffydd ap Gwenwynwyn. En 1274, ce premier château de Gruffydd à Welshpool fut détruit par Llywelyn ap Gruffudd en punition de son implication dans un complot visant à assassiner Llywelyn. Le château fut de nouveau mentionné en 1286, lorsqu'il fut répertorié parmi les possessions de Gruffydd sous le nom de la Pole Castr. Un examen détaillé de la maçonnerie existante du château de Powis, effectué entre 1987 et 1989, a révélé des maçonneries anciennes incorporées dans la structure ultérieure, vraisemblablement les vestiges d'un donjon en pierre ancien. À la fin de la conquête du Pays de Galles par Édouard Ier en 1282-1283, le roi autorisa Gruffydd à reconstruire son château à Welshpool en récompense de sa loyauté.

### Les premiers siècles
En 1286, quatre ans après la conquête du Pays de Galles par le roi d'Angleterre, le fils de Gruffydd, Owain ap Gruffydd ap Gwenwynwyn, devint le dernier prince héréditaire de Powys. Il renonça à son titre de roi et reçut la baronnie de la Pole, (c'est-à-dire du Pool, une référence à Welshpool, autrefois appelé simplement Pool). L'ancien royaume de Powys comprenait autrefois les comtés de Montgomery, une grande partie du Denbighshire, des parties du Radnorshire et de vastes secteurs du Shropshire. Au XIIIe siècle, il fut réduit à deux principautés indépendantes, Powys Wenwynwyn et Powys Fadog sensiblement équivalentes au Montgomeryshire et au South Denbighshire ; Welshpool devint la capitale du Powys Wenwynwyn, dont Owain était l'héritier. À la mort d'Owain, le château passa à sa fille Hawys, qui épousa Sire John Charlton. Les Charlton continuèrent à vivre à Powis jusqu'au XVe siècle, lorsque deux filles, Joyce Tiptoft et Joan Grey, héritèrent du château et de ses domaines. Les deux furent partagés équitablement, chaque fille et son mari occupant une partie du château.
En 1578, un fils illégitime du dernier baron Grey de Powis commença à louer la seigneurie et le château à un parent éloigné, Sire Edward Herbert, second fils de Sire William Herbert, 1er comte de Pembroke. Édouard finit par acheter le château en 1587, inaugurant ainsi le lien entre les Herbert et le château de Powis, qui perdure encore aujourd'hui. L'épouse de Sire Edward était catholique, et l'allégeance de la famille à Rome et aux rois Stuart allait façonner son destin pendant plus d'un siècle. Sire Edward entreprit la transformation de Powis, ancienne forteresse frontalière, en demeure de campagne élisabéthaine. Le principal élément conservé de son œuvre est la Longue Galerie. William Herbert, 1er baron Powis, était un partisan de Charles Ier et reçut la baronnie de Powis en 1629. Sa loyauté pendant la guerre civile anglaise lui coûta son château et ses domaines. Le 22 octobre 1644, le château de Powis fut saisi par les troupes parlementaires et ne fut rendu à la famille qu'à la restauration de Charles II en 1660.

### L'ère des Herbert
À la Restauration des Stuarts, les Herbert retournèrent à Powis et, en 1674, William Herbert fut créé comte de Powis. Le salon d'apparat fut créé vers 1665 et d'autres améliorations, dont la construction du Grand Escalier, suivirent dans les années 1670. Ces aménagements furent très probablement réalisés sous la direction de William Winde, qui pourrait également avoir conçu les jardins en terrasses. Son employeur, bien que rétabli dans ses terres et élevé à la pairie, fut exclu de hautes fonctions sous Charles II en raison de sa foi catholique. À l'avènement du frère du roi, Jacques, en 1685, Herbert devint l'un des principaux ministres du nouveau roi et fut de nouveau promu dans la pairie, devenant marquis de Powis en 1687. Il succomba cependant à la Glorieuse Révolution de 1688 et suivit Jacques en exil en France. Guillaume III octroya le château à son neveu, Guillaume Nassau de Zuylestein, 1er comte de Rochford. Herbert mourut, toujours en exil, en 1696.
En dépit d'un exil de 30 ans, les Herbert purent poursuivre les aménagements du château et même y vivre de façon irrégulière, le jardin d'eau baroque en contrebas du château fut achevé pendant cette époque. Leur fortune fut également nettement accrue par la découverte d'une mine de plomb sur leurs domaines gallois. Le deuxième marquis, également prénommé William, fut rétabli en 1722. À la mort de son fils, le troisième marquis en 1748, le marquisat s'éteignit, tandis que le château et les domaines passèrent à un parent, Henry Herbert, d'Oakly Park dans le Shropshire, qui fut fait 1er comte de Powis  par Georges II. Herbert épousa Barbara, la petite-fille du 2e marquis, en 1751. Leur fils aîné, George Herbert, 2e comte de Powis, mourut célibataire et le comté de la deuxième création s'éteignit. Powis fut très négligé durant son marquisat. John Byng, 5e vicomte Torrington, décrivit le château en 1784 : « Dans les jardins, on ne s'occupe même pas des fruits ; les balustrades et les terrasses s'effondrent, et les chevaux broutent les parterres !!! ». Le château lui-même n'était pas en meilleur état, un visiteur le décrivant en 1774 comme « à l'abandon et en ruine ». Néanmoins, le potentiel du site fut reconnu. George Lyttelton, homme politique, poète et essayiste, nota ses impressions en 1756 : « Environ 3 000 £ investies dans le château de Powis en feraient le lieu le plus prestigieux du Royaume.»

### Les Clive et les Herbert
En 1784, Henrietta, la fille d'Henry Herbert, épousa Edward Clive, fils aîné de Clive des Indes. Clive avait suivi son père en Inde et avait été gouverneur de Madras. Le frère d'Henrietta mourut en 1801 et le titre s'éteignit ; en 1804, son mari fut créé premier comte de Powis. La fortune des Clive permit de financer les réparations du château, qui étaient attendues depuis longtemps, et qui furent effectuées par Sire Robert Smirke. Leur fils, Edward, hérita des domaines de Powis de son défunt oncle à son 21e anniversaire, prenant le nom de Herbert conformément au testament de son oncle. Il mourut en 1848, à la suite d'un accident de tir à Powis au cours duquel il fut mortellement blessé par son deuxième fils. Aucune autre modification majeure ne fut apportée au domaine de Powis durant son ère, ni pendant celle de son fils aîné Edward Herbert, 3e comte de Powis, bien que le château fût bien entretenu. En l'honneur de son arrière-grand-père, le comte se vit offrir la vice-royauté des Indes par Benjamin Disraeli, mais il déclina l'offre.
Les dernières modifications du château de Powis furent entreprises au début du XXe siècle par George Frederick Bodley pour George Charles Herbert, 4e comte de Powis. Les pièces conçues par Bodley demeurent son seul projet décoratif existant ; la longévité du 4e comte, le décès de ses héritiers et son legs au National Trust ont permis aux rénovations du début du XXe siècle de rester largement inchangées. L'épouse du 4e comte, Violet, entreprit la transformation finale des jardins du château de Powis, qu'elle considérait comme les plus beaux d'Angleterre et du Pays de Galles. La comtesse est décédée des suites d'un accident de voiture en 1929, et Lord Powis a survécu à ses deux fils, qui sont morts en service actif, Percy des suites de blessures reçues à la bataille de la Somme en 1916, et Mervyn dans un accident d'avion en 1943. À sa propre mort en 1952, il a légué le château et les jardins au National Trust.

### Le national Trust
Depuis 1952, le National Trust est propriétaire du château de Powis. Cependant, le comte de Powis et sa famille peuvent encore résider dans une aile du château, en vertu d'un accord avec le National Trust. Le Trust a entrepris plusieurs travaux de restauration majeurs durant son mandat, notamment la porte du Marquis, le Grand Escalier, et la sculpture de la Renommée dans la cour extérieure. Le château et ses jardins reçoivent environ 200 000 visiteurs par an.

## Les jardins
Les jardins ont  survécu à la mode du XVIIIe siècle des jardins anglais et ont conservé en grande partie leur plan à l'Italienne. Bien que leur datation demeure imprécise, les terrasses ont été creusées dans la roche entre 1670 et 1705 sous la direction de William Winde, puis d'Adrien Duval, jardinier français de Rouen.
La mode des jardins en terrasses avait vu le jour en italie au WVIe siècle. À l'origine, les jardins comprenaient six terrasses, qui descendaient du château et culminaient dans un jardin d'eau. Winde, avait auparavant expérimenté un aménagement en terrasses similaire à Cliveden, dans le Buckinghamshire. Les jardins du château sont classés Grade I au Registre Cadw/ICOMOS des parcs et jardins d'intérêt historique particulier du Pays de Galles ; leur inscription les décrit comme les plus beaux jardins baroques subsistant en Grande-Bretagne.

### Le jardin aquatique
Duval, qui possédait vraissemblablement  des notions en mécanique hydraulique, est à l'origine des jardins aquatiques, aménagés dans un style hollandais. Leur conception fut très certainement influencée par les jardins du château de Saint-Germain-en-Laye, qui fut la résidence de Jacques II après sa fuite d'Angleterre et qui était donc bien connu du marquis de Powis et de son fils. Son parc était aménagé dans un style italianisant, avec des allées gravillonnées entre des parterres, agrémentées de fontaines et de bassins. En 1705, malgré l'absence des Herbert, le jardin d'eau fut achevé.
Le jardin aquatique de Powis exista une centaine d'années et fut démantelé en 1809, sur les conseils de William Emes. Disciple de Capability Brown, Emes fit disparaître les parterres et proposa la démolition des terrasses à l'explosif. Le comte rejeta son avis concernant les terrasses, bien que les deux plus basses furent réduites à des talus de terre, mais autorisa le remplacement du jardin aquatique par la Grande Pelouse. Le jardin aquatique comprenait une série de bassins et de fontaines, entrecoupés de parterres de fleurs et décorés d'une multitude de statues, dont certaines, comme la Fame et l'Hercule, furent déplacées à différents endroits du domaine.

### Les terrasses
Quatre des terrasses subsistent alors que deux autres, les plus basses, sont devenues des talus arborés. Chacune mesure 150 mètres de long. La terrasse supérieure est plantée d'une variété d'ifs, une caractéristique distinctive de Powis. Initialement taillés en forme d'obélisque, ils ont ensuite dégénéré. Les 14 tumps de la terrasse supérieure et la haie à son extrémité est ont été plantés par le 2e marquis dans les années 1720. Les ifs irlandais plus foncés ailleurs dans le jardin datent du siècle suivant. En contrebas se trouve la terrasse de la volière, où se trouve un pigeonnier, décoré de quatre statues de bergers et de bergères, oeuvres du sculpteur John Nost. Elles étaient autrefois peintes en couleur, mais sont maintenant traitées avec une peinture grise résistante aux intempéries. Le troisième niveau est la terrasse de l'orangerie. Lors de sa construction, cette terrasse était chauffée et ouverte, mais au début du XXe siècle, l'arcade fut fermée par des fenêtres et un encadrement de porte fut déplacé de l'entrée principale au donjon de la cour extérieure. Une statue en plomb d'un paon sur cette terrasse provient à l'origine de Claremont, la maison de campagne de Robert Clive dans le Surrey. La dernière terrasse subsistante est l'Apple Bank. Les styles de plantation sont divers : subtropicale sur la terrasse supérieure, méditerranéenne sur la terrasse de la volière et doubles bordures herbacées britanniques sur la terrasse de l'orangerie.